# Bostrodes proleuca
Bostrodes proleuca là một loài bướm đêm trong họ Noctuidae.